# The Gorgeous Hussy
The Gorgeous Hussy (bra: Mulher Sublime) é um filme estadunidense de 1936, do gênero drama romântico histórico, dirigido por Clarence Brown, estrelado por Joan Crawford e Robert Taylor, e coestrelado por Lionel Barrymore, Franchot Tone, Melvyn Douglas e James Stewart. O roteiro de Stephen Morehouse Avery e Ainsworth Morgan foi baseado no romance homônimo de 1934, de Samuel Hopkins Adams.
A trama retrata o relato ficcional do presidente dos Estados Unidos, Andrew Jackson, e da filha do dono de uma pousada, Peggy O'Neal. Este foi o quinto dos sete filmes que Crawford e Tone co-estrelaram juntos.

## Sinopse
Em 1823, em Washington, D.C., Margaret "Peggy" O'Neal (Joan Crawford) é a filha do major William O'Neal (Gene Lockhart), proprietário de uma pousada muito frequentada por políticos e militares conhecidos. Assediada pelos clientes, ela ama o senador John Randolph (Melvyn Douglas), que, a princípio, a ignora, mas depois também cai de amores por ela. O novo residente da pousada, "Bow" Timberlake (Robert Taylor), também se apaixona por Peggy e começa a tentar conquistá-la.
Apesar de sua origem humilde, Margaret torna-se amiga e assistente não oficial de Andrew Jackson (Lionel Barrymore), recém-eleito presidente dos Estados Unidos. A sociedade local, porém, a desdenha e despreza. Entre intrigas e golpes de bastidores, ela tenta ajudar o amigo "Rowdy" Dow (James Stewart), visita John Randolph em seu leito de morte e recebe uma proposta de casamento de John Eaton (Franchot Tone), secretário da guerra.

## Elenco
- Joan Crawford como Margaret "Peggy" O'Neal
- Robert Taylor como "Bow" Timberlake
- Lionel Barrymore como Andrew Jackson
- Franchot Tone como John Eaton
- Melvyn Douglas como John Randolph de Roanoke
- James Stewart como "Rowdy" Dow
- Alison Skipworth como Sra. Beall
- Beulah Bondi como Rachel Jackson
- Louis Calhern como Sunderland
- Melville Cooper como Cuthbert
- Sidney Toler como Daniel Webster
- Gene Lockhart como Major William O'Neal
- Clara Blandick como Louisa Abbott
- Frank Conroy como John C. Calhoun
- Nydia Westman como Maybelle
- Willard Robertson como Samuel D. Ingham
- Charles Trowbridge como Martin Van Buren
- Rubye De Remer como Sra. Bellamy
- Betty Blythe como Sra. Wainwright
- Zeffie Tilbury como Sra. Daniel Beall

## Produção
O filme foi baseado na vida de Margaret "Peggy" O'Neill Eaton, esposa de John Eaton, que foi ministro do presidente Andrew Jackson. No entanto, além do roteiro inventar um romance entre ela e John Randolph, outra figura histórica, a história ainda concentra-se mais no relacionamento de Andrew e Rachel Jackson do que nas aventuras de Peggy.
Jean Harlow e Katharine Hepburn foram as atrizes cogitadas a estrelar a produção antes de Crawford ser oficialmente escalada. Em 1934, Harlow interpretaria Peggy e faria par romântico com Brian Aherne, mas o projeto foi abandonado e os dois atores dispensados. Pouco tempo depois, o filme começou a ser novamente desenvolvido – dessa vez com Hepburn como Peggy – mas a produção também não saiu do papel.

## Recepção
Howard Barnes, em sua crítica para o New York Herald Tribune, observou: "No papel-título, Joan Crawford está bonita, embora os trajes centenários não combinem com a modernidade pronunciada de sua personalidade. Ela faz de Peggy Eaton uma figura direta e zelosa ... [Um] espetáculo que é rico em armadilhas e acentuado por momentos comoventes de intensidade".
Frank Nugent, em sua crítica para o The New York Times, achou que "não havia atrevimento suficiente" nas performances, e escreveu: "A Peggy da Srta. Crawford é uma Anne caluniada, uma Pollyanna perseguida, uma Dolly Dimple consternada".

### Bilheteria
"The Gorgeous Hussy" foi um dos filmes de maior bilheteria de Crawford durante seus anos na MGM. Com um custo de US$ 1.119.000, foi a produção de maior orçamento que ela fez até então. De acordo com os registros da Metro-Goldwyn-Mayer, o filme arrecadou US$ 1.458.000 nacionalmente e US$ 561.000 no exterior, totalizando US$ 2.019.000 mundialmente. O retorno lucrativo da produção foi de US$ 116.000.

## Prêmios e indicações
| Ano  | Cerimônia | Categoria                | Indicado      | Resultado | Ref.        |
| ---- | --------- | ------------------------ | ------------- | --------- | ----------- |
| 1937 | Oscar     | Melhor atriz coadjuvante | Beulah Bondi  | Indicado  | [ 7 ] [ 8 ] |
| 1937 | Oscar     | Melhor fotografia        | George Folsey | Indicado  | [ 7 ] [ 8 ] |